# خوتا پادنگوسکا

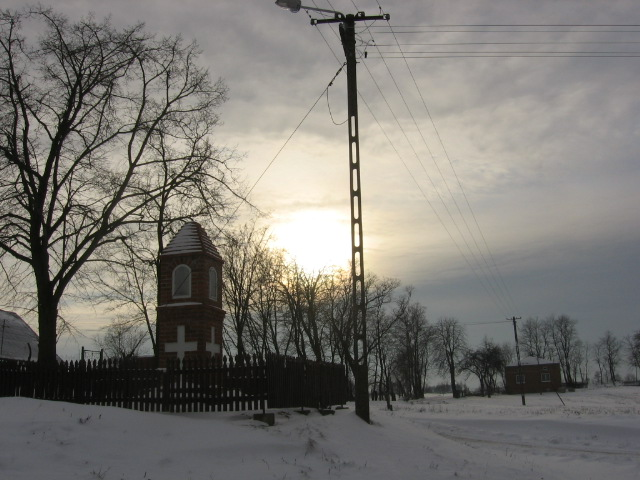
روستا خوتا پادنگوسکا لهستان

خوتا پادنگوسکا (به لهستانی:  Huta Padniewska) یک روستا در لهستان است که در گمینا موگیلنو واقع شده‌است. خوتا پادنگوسکا ۲۳ نفر جمعیت دارد.